# Indiana (São Paulo)
Indiana is een gemeente in de Braziliaanse deelstaat São Paulo. De gemeente telt 47.234 inwoners (schatting 2009).

## Aangrenzende gemeenten
De gemeente grenst aan Caiabu, Martinópolis, Presidente Prudente en Regente Feijó.